# Não É Tarde para Recomeçar
Não é tarde para recomeçar é o primeiro título brasileiro distribuído pela Graça Filmes. Produzida entre maio de 2009 e janeiro de 2010, as gravações foram centralizadas em Curitiba e Rio dos Cedros, Santa Catarina. Foi lançado oficialmente em 11 de setembro de 2010, durante a Expo Cristã.

## Sinopse
O tempo pode destruir um grande amor? Destruir uma história que foi construída com sentimentos que ficam apenas na lembrança? Essa linda história retrata a realidade de um relacionamento desgastado pelo tempo. Jenni (Glaucia Paul) está desesperada por ver seu casamento com Gabriel (Jefferson Serena) desmoronar. Uma viagem ao passado será suficiente para reconstruir esse amor? Nessa trama recheada de emoções e reviravoltas, voltar ao marco zero pode ser a solução pra recomeçar!

## Direção
A obra é uma produção da Red Filmes com direção do produtor musical Fábio Faria. O roteiro e a direção de fotografia do filme também são de Fábio. Compõe o casting a produtora e diretora Karin Faria, que já atuou em documentários da RBS TV.
O filme representou o Brasil no Sabbaoth Festival em 2011, um dos maiores festivais de cinema cristão do mundo, que acontece todos os anos em Milão, na Itália.